# Sext Pompeu (cònsol 35 aC)
Sext Pompeu (en llatí Sextus Pompeius o Pompaeus Sex. F. Sex. N.) va ser un magistrat romà. Era fill de Sext Pompeu i net del vir doctus Sext Pompeu. Formava part de la gens Pompeia.
Segurament va exercir diverses magistratures, però no se'n tenen detalls excepte la de cònsol l'any 35 aC, juntament amb Luci Cornifici, just el mateix any que Sext Pompeu, fill de Pompeu Magne, va ser mort a l'Àsia.